# Kako sam sistematski uništen od idiota
Kako sam sistematski uništen od idiota (en serbi Како сам систематски уништен од идиота, Com vaig ser sistemàticament destruït per un idiota) és una pel·lícula de Iugoslàvia en serbi del 1983 dirigida per Slobodan Šijan amb guió escrit per Moma Dimić.

## Argument
La mort del guerriller argentino-cubà Che Guevara va sacsejar fortament Babi Papuška, un home sense sostre dels marges socials i culturals, però encara un idealista jurat i ortodox que creu en el progrés i la creació d'un món millor. Així, Babi es converteix en el "doble" del Che, seguidor però no amb l'arma a la mà, sinó com a partidari de la llegenda preferida de l'època. El seu destí s'entrellaça amb els esdeveniments que precedeixen el tempestuós maig del 1968, inclosos els disturbis estudiantils a Belgrad, que representaran una revolució per a Babi.

## Repartiment
- Danilo Bata Stojković - Babi Papuška
- Svetislav Goncić - jove Babi
- Radoš Terzić - Babi adult
- Jelisaveta Sablić - Rita
- Rade Marković - Siniša
- Stevo Žigon - Stevo Žigon
- Žika Milenkovic - Ministra
- Desa Muk - Marija Teutonka
- Dobrica Jovanović - Boža
- Milivoje Tomić - Professor Perović
- Boro Stjepanović - propietari de la casa de càmping
- Petar Kralj - metge

## Anàlisi
Una de les pel·lícules més "personals" del director, que reflecteix la seva pròpia experiència de participar en els aixecaments estudiantils de 1968. Es rastreja l'ambigüitat de la seva actitud davant els esdeveniments. En primer lloc, el discurs de Tito, que va donar suport parcialment als estudiants, és presentat per Sijan com una farsa, una simple manipulació de les masses. En segon lloc, entre els participants a la vaga, ja destaquen un líder amb maneres de dictador i estudiants disposats a fer tasques policials. Babi és un desconegut entre ells: lliure, amb principis i absolutament inútil. Intenta cometre un acte èpic de suïcidi, però les conseqüències són nul·les. El director contrasta tres aspectes del comunisme: el comunisme que s'ha convertit en un estat burocràtic, el comunisme idealista i el comunisme personal i individual de Babi. Alhora, ell mateix no ocupa cap d'aquestes tres opcions. De manera especialment decisiva, s'allunya de la glorificació del mateix Babi, deixant-li el paper d'un pallasso estúpid.